# ژوچه
ژوچه (به صربی: Žuče) یک منطقهٔ مسکونی در صربستان است که در توتین، صربستان واقع شده‌است. ژوچه ۱۵۱ نفر جمعیت دارد.